# Baby Alice
Baby Alice é uma banda sueca de Eurodance formada em 2005.

## História
De 2005 a 2009, Hanna Adolfsson foi a vocalista das canções enquanto a cantora de palco foi Sandra Gundstedt. Eles lançaram "Pina Colada Boy" em 2010 pela Ultra Records . Natalie Granath assumiu os vocais e a performance de palco em 2010.
Em 2016, Hanna Adolfsson voltou para Baby Alice e eles lançaram "Naked". Hanna deixou o grupo em 2016 e My Höglund mais tarde se juntou como vocalista principal. Eles lançaram "WOFF", e mais tarde "Ice Cream" como singles em 2020. My Hoglund estreou como vocalista dessas canções, e "WOFF" recebeu 2 milhões de streams quando lançado.

## Discografia
Singles
- "Shake It" (2006)
- "Mr. DJ" (2007)
- "Pina Colada Boy" (2008)
- "Hurricane" (2009)
- "Heaven Is a Dancefloor" (2011)
- "Oldschool" (2015)
- "S.E.X.Y" (2015)
- "One World" (2015)
- "Naked" (2016)
- "ICE CREAM" (2020)
- "WOFF" (2020)
- "RAVER" (2023)